# 竪堀站

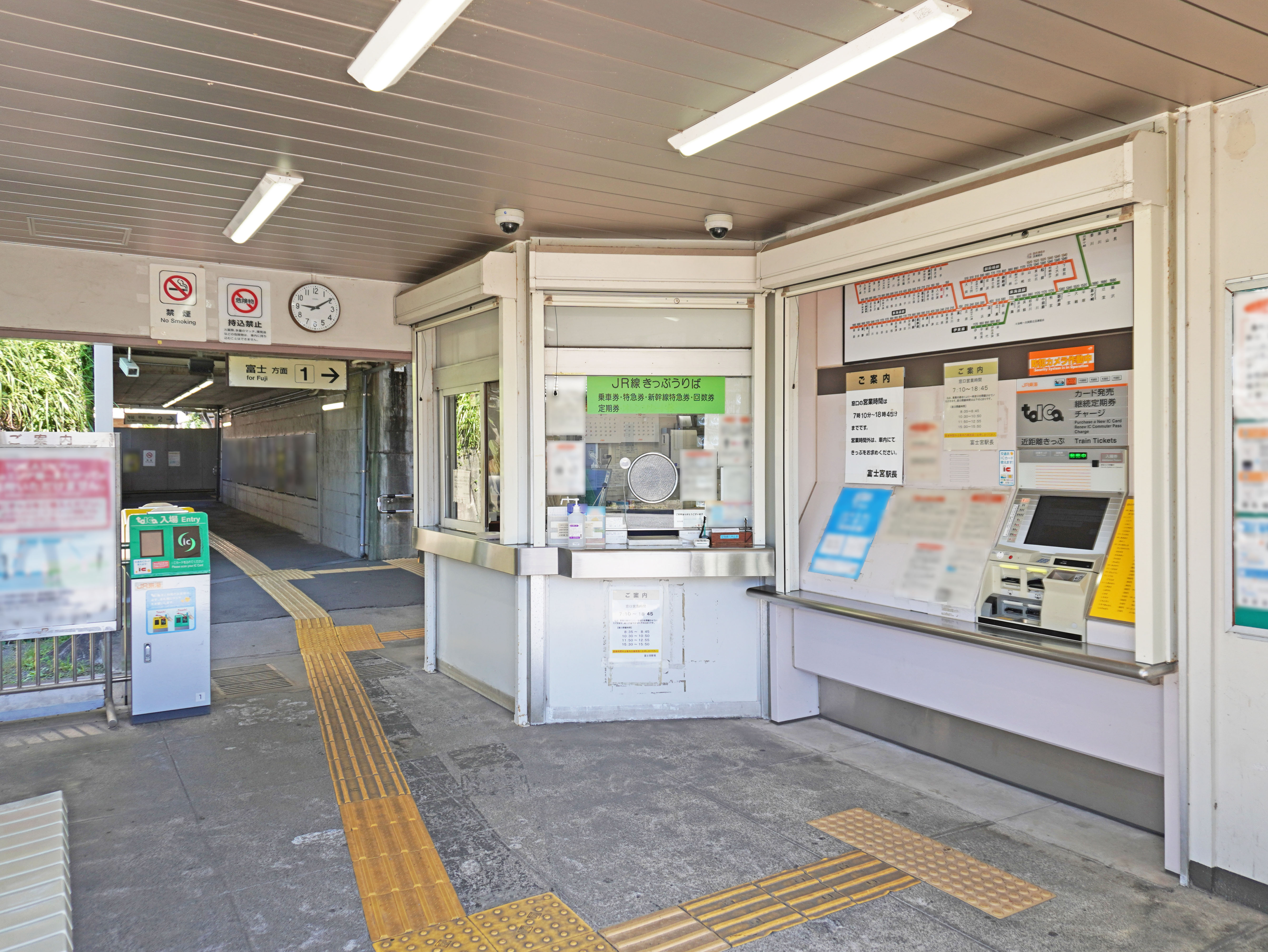
閘口（2022年9月）

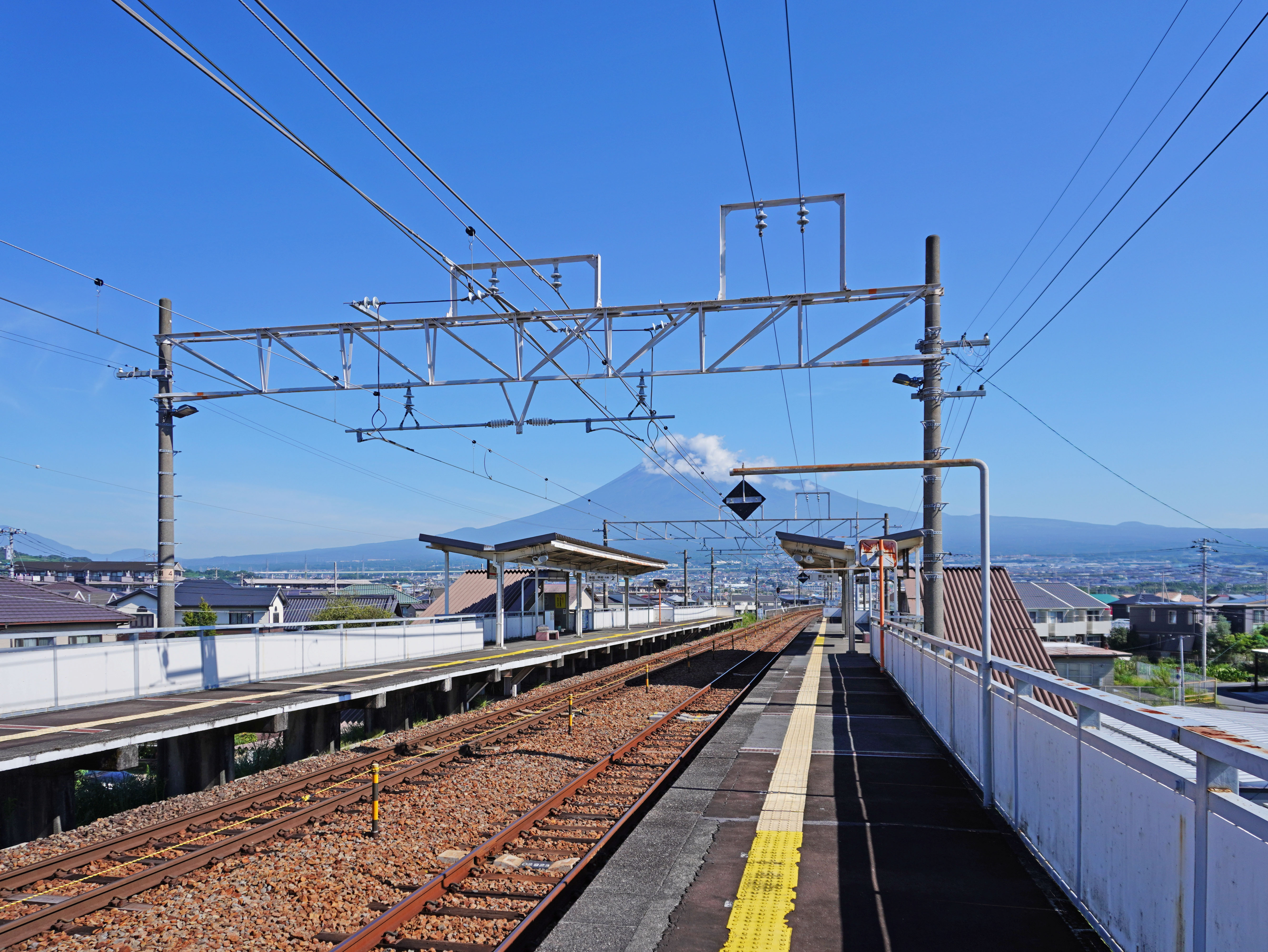
月台（2022年9月）

竪堀站（日语：／ Tatebori eki */?）是位於靜岡縣富士市中島3號，東海旅客鐵道（JR東海）的身延線車站。車站編號是CC02。

## 歷史
- 1926年（大正15年）3月8日：富士身延鐵道開設竪堀停留場，為旅客車站[1]。
- 1927年（昭和2年）11月5日：升級至車站，名為竪堀站[1]。當時，此站開設貨運業務[1]。
- 1938年（昭和13年）10月1日：富士身延鐵道借給鐵道省使用，成為身延線[2]。同時，竪堀的讀法改為[1]。
- 1941年（昭和16年）5月1日：富士身延鐵道正式國有化[2]。
- 1969年（昭和44年）9月28日：富士至入山瀨（竪堀）之間走線變更，同時成為雙線鐵路，車站遷移至西方約400米，並成為高架車站。同時，結束貨物起卸業務，行李起卸業務只限發送[1]。
  - 在遷移前，竪堀站設有1面2線的島式月台，為一座地面車站。舊車站遺址變為富士綠道（行人道）和公園。
- 1974年（昭和49年）9月27日：竪堀至入山瀨之間成為雙線鐵路[3]。
- 1984年（昭和59年）2月1日：結束所有行李起卸業務[1]。
- 1987年（昭和62年）4月1日：伴隨國鐵分割民營化，車站由東海旅客鐵道（JR東海）營運[1]。
- 2010年（平成22年）3月13日：此站開始可以使用IC卡「TOICA」[4]。

## 車站構造
車站是一座高架車站，設有2面2線的相對式月台。車站東邊設有1號月台（上行月台），西邊設有2號月台（下行月台）。
車站大樓位於車站東邊（1號月台側）地面，兩月台與車站大樓之間設有樓梯連接。大樓內設有自動售票機和JR全線售票處。此站沒有Kiosk，但是在1990年代前，設檢票口處設有商店售賣新聞、雜誌、飲品和糖果。
此站是由富士宮站管理的業務委託車站，委托了東海交通事業負責車站業務。在夜間時段沒有職員當值，成為無人車站。

### 月台
| 月台 | 路線   | 上下行 | 方向           |
| ---- | ------ | ------ | -------------- |
| 1    | 身延線 | 上行   | 富士方向       |
| 2    | 身延線 | 下行   | 身延、甲府方向 |

## 使用狀況
以下為近年1日乘車人次列表：
| 乘車人次變化 | 乘車人次變化     | 乘車人次變化 |
| 年度         | 1日平均 乘車人次 |              |
| ------------ | ---------------- | ------------ |
| 1993年       | 1,086            |              |
| 1994年       | 1,123            |              |
| 1995年       | 1,115            |              |
| 1996年       | 1,127            |              |
| 1997年       | 1,050            |              |
| 1998年       | 989              |              |
| 1999年       | 905              |              |
| 2000年       | 897              |              |
| 2001年       | 907              |              |
| 2002年       | 893              |              |
| 2003年       | 864              |              |
| 2004年       | 888              |              |
| 2005年       | 901              |              |
| 2006年       | 925              |              |
| 2007年       | 896              |              |
| 2008年       | 899              |              |
| 2009年       | 939              |              |
| 2010年       | 972              |              |
| 2011年       | 956              |              |
| 2012年       | 995              |              |
| 2013年       | 1,058            |              |
| 2014年       | 1,034            |              |
| 2015年       | 1,068            |              |
| 2016年       | 1,065            |              |
| 2017年       | 1,078            |              |
| 2018年       | 1,081            |              |

## 車站周邊
車站位於富士市富士北地區
- 靜岡縣立富士高等學校（日语：静岡県立富士高等学校）
- 富士綠道（日语：富士緑道） - 舊身延線遺址。

## 巴士路線
| 巴士站       | 巴士站 | 系統                           | 主要途經                       | 目的地     | 巴士公司 | 備註                 |
| ------------ | ------ | ------------------------------ | ------------------------------ | ---------- | -------- | -------------------- |
| 竪堀站入口   |        | 小梅（綠路線）                 |                                | 富士站     | 富士市   | 只於平日和星期六服務 |
| 竪堀站入口   |        | 小梅（綠路線）                 | 松岡、松本、岩本山團地         | 岩本山公園 | 富士市   | 只於平日和星期六服務 |
| 宮崎診所入口 |        | 向日葵巴士富士站循環（藍路線） | 中島、米之宮公園東             | 富士站     | 富士市   | 只於平日和星期六服務 |
| 宮崎診所入口 |        | 向日葵巴士富士站循環（紅路線） | 磯江腦神經外科診所、柚木站入口 | 富士站     | 富士市   | 只於平日和星期六服務 |

## 相鄰車站
東海旅客鐵道（JR東海）
 身延線
柚木（CC01）－竪堀（CC02）－入山瀨（CC03）

## 注腳
1. 1 2 3 4 5 6 7  『停車場変遷大事典 国鉄・JR編 2』 JTB、1998年、88頁
2. 1 2  『停車場変遷大事典 国鉄・JR編 1』 JTB、1998年、155頁
3. ↑  曾根悟（監修）. 朝日新聞出版分冊百科編集部（編集） , 编. . 週刊 歴史でめぐる鉄道全路線 国鉄・JR (朝日新聞出版). 2009-07-26, (3): 23 （日语）.
4. ↑   (PDF) (新闻稿). 東海旅客鉄道. 2009-12-21  [2020-12-19]. （原始内容 (PDF)存档于2020-12-19） （日语）.
5. 1 2  東海旅客鐵道編 『東海旅客鉄道20年史』 東海旅客鐵道、2007年
6. 1 2  用車站時間表的方向資訊。詳情參見JR東海官方網站的各站時間表 （页面存档备份，存于）（截至2015年1月）。
7. ↑  「靜岡縣統計年鑑」